# مديرية صعدة

تعديل مصدري - تعديل

مديرية صعدة إحدى مديريات محافظة صعدة في اليمن. بلغ عدد سكانها 58695 نسمة عام 2004.

موقع مديرية صعدة في محافظة صعدة